# Peter Chifukwa
Peter Adrian Chifukwa (* 27. August 1974 in Salima) ist ein malawischer Geistlicher und römisch-katholischer Bischof von Dedza.

## Leben
Peter Chifukwa studierte nach dem Besuch des Knabenseminars Philosophie und Theologie an den Priesterseminaren in Kachebere und Zomba. Am 12. Juni 2004 empfing er von Bischof Rémi Sainte-Marie MAfr, der ihn fünf Monate zuvor bereits zum Diakon geweiht hatte, das Sakrament der Priesterweihe für das Bistum Dedza.
Nach der Priesterweihe war er zunächst Administrator der Kanyama Health Unit und Pfarrer in Ganya. Von 2007 bis 2010 studierte er Kanonisches Recht an der Katholischen Universität von Ostafrika in Nairobi und erwarb den Mastergrad. Seit 2010 war er Offizial des Bistums Dedza und seit 2011 außerdem Rektor des Knabenseminars St. Kizito.
Am 8. Mai 2021 ernannte ihn Papst Franziskus zum Bischof von Dedza. Der Erzbischof von Blantyre, Thomas Luke Msusa SMM, spendete ihm am 28. August desselben Jahres die Bischofsweihe. Mitkonsekratoren waren der Bischof von Karonga, Martin Anwel Mtumbuka, und der Bischof von Zomba, George Desmond Tambala OCD.